# Guvernoratul Alexandria
Guvernoratul Alexandria (în arabă الإسكندرية) este o unitate administrativă de gradul I, situată  în  partea de nord a Egiptului. Reședința sa este orașul Alexandria.